# فراتا تودينا
فراتا تودينا (بالإيطالية: Fratta Todina)‏ هي بلدية في مقاطعة بيرودجا في إقليم أومبريا في إيطاليا.

## السكان
في سنة 1861 بلغ عدد السكان 1٬277 نسمة، وتطور العدد ليصل في سنة 2011 لـ 1٬840 نسمة.
يظهر هذا المخطط البياني تطور النمو السكاني لـ فراتا تودينا